# Национална лига 1
Национална лига 1 (енгл. National League 1) је трећи ранг рагби 15 такмичења у Енглеској.

## Формат такмичења
У лиги учествује 16 рагби клубова, игра се двокружно по принципу свако са сваким. Првопласирани иде у другу лигу, а три најгоре пласирана клуба испадају у четврти ранг.
Учесници
- Емфтил
- Бирмингем моусли
- Бишоп сторфорд
- Блекхит
- Калди
- Кембриџ
- Ковентри
- Дарлингтон
- Ешер
- Филд
- Хал
- Лофбори
- Олд албанијанси
- Олд елтамијанси
- Плимут
- Рослин

## Рекорди
Највише титула
Отли 3
Највише постигнутих поена у сезони
148
Најубедљивија победа
Верфедејл - Манчестер 124-5
Најпосећенија утакмица
Џерзи - Рослин парк 3 648 гледалаца
Највише постигнутих поена у историји треће лиге
Ендру Бегет 1707 поена